# Zambia na Mistrzostwach Świata w Lekkoatletyce 2015
Zambia na Mistrzostwach Świata w Lekkoatletyce 2015 – reprezentacja Zambii podczas światowego czempionatu w Pekinie liczyła 2 zawodników.

## Występy reprezentantów Zambii

### Mężczyźni
| Konkurencja   | Zawodnik     | Runda 1  | Runda 1 | Półfinał | Półfinał | Finał    | Finał   |
| Konkurencja   | Zawodnik     | Rezultat | Pozycja | Rezultat | Pozycja  | Rezultat | Pozycja |
| ------------- | ------------ | -------- | ------- | -------- | -------- | -------- | ------- |
| Bieg na 200 m | Sydney Siame | 21,08    | 45.     | NQ       | NQ       | NQ       | NQ      |

### Kobiety
| Konkurencja   | Zawodnik       | Runda 1  | Runda 1 | Półfinał | Półfinał | Finał    | Finał   |
| Konkurencja   | Zawodnik       | Rezultat | Pozycja | Rezultat | Pozycja  | Rezultat | Pozycja |
| ------------- | -------------- | -------- | ------- | -------- | -------- | -------- | ------- |
| Bieg na 400 m | Kabange Mupopo | 51,55    | 20. Q   | 51,93    | 20.      | NQ       | NQ      |